# 65

65(육십오)는 64보다 크고 66보다 작은 자연수다.

## 수학
- 합성수로, 그 약수는 1, 5, 13, 65다. 진약수의 합은 19이므로, 65는 부족수다.
  - 23번째 반소수다. 앞의 반소수는 62, 다음 반소수는 69다.
- 5번째 팔각수다. 앞의 팔각수는 40, 다음은 96이다.
- 피타고라스 삼조의 빗변의 길이이다.
  - {\displaystyle 16^{2}+63^{2}=65^{2}}[a]
  - {\displaystyle 33^{2}+56^{2}=65^{2}}[b]
- {\displaystyle 65=1^{2}+8^{2}=4^{2}+7^{2}}
  - 서로 다른 자연수의 제곱합으로 나타내는 방법이 두 가지인 가장 작은 수다.
  - 연속하는 두 팔각수(1, 8)의 제곱합으로 나타낼 수 있는 가장 작은 수다. 이 성질을 지닌 다음 수는 505다.

## 과학
- 터븀(Tb)의 원자번호.
- NGC 65: 고래자리 방향에 있는 렌즈형은하.

## 교통
- 고속도로
  - 대한민국 동해고속도로의 노선 번호.
  - 주간고속도로 제65호선: 앨라배마주 모빌에서 인디애나주 게리까지 이어지는 미국의 주간고속도로.
  - 유럽 고속도로 65호선: 스웨덴 말뫼에서 그리스 하니아까지 이어지는 유럽 고속도로.
  - 아우토반 65호선(영어판, 독일어판): 독일의 고속도로.

- 국도 제65호선
  - 미국 65번 국도: 루이지애나주 클레이턴(영어판)에서 미네소타주 앨버트리아까지 이어지는 미국의 국도.

- 기타 도로
  - 인천대로: 인천광역시의 도로 번호인 인천광역시도 제65호선으로 지정된 도로.
  - 현도 제65호선

## 군사
- U-65: 독일의 군용 잠수함. 제1차 세계 대전에 사용된 1916년제 모델(영어판)과 제2차 세계 대전에 사용된 1939년제 모델(영어판)이 있다.

## 문화유산
- 대한민국의 국보 제65호: 청자 기린형뚜껑 향로
- 대한민국의 보물 제65호: 경주 서악동 삼층석탑
- 대한민국의 사적 제65호: 창녕 목마산성

## 방송
- IPTV의 국회방송 채널 번호.
- LG헬로비전의 채널차이나 채널 번호.
- B tv 케이블의 tvN 쇼 채널 번호.

## 작품
- 《65》(2023): 미국의 SF 스릴러 영화.

## 기타
- 날짜: 6월 5일
- 연도: 65년, 기원전 65년
- 싱가포르의 국제전화 국가번호.